# アーヌンド・ゴードスケ
アーヌンド・ゴードスケ (スウェーデン語: Anund Gårdske) は、1070年ごろにいたとされるスウェーデン王。ブレーメンのアダムの『ハンブルク教会史』に記述がある。

## 出自と記録
『教会史』によれば、アーヌンドはキエフ・ルーシ、おそらくアルデイギュボルグの出身であった。ゴードスケという名は、ガルダリキ（当時のスカンディナヴィアにおけるキエフ・ルーシの呼称）出身であることを意味する。キリスト教徒だったアーヌンドはウプサラ神殿での北欧神に生贄をささげる儀式を実施することを拒否したため、廃位されたという。彼は「イエスの名のもとに不面目を被ることに価値を見出し、喜びのうちにディングを去った」。この事件は、ブレーメンのアダムが1070年代半ばに『教会史』を完成させる直前に起こった出来事である。

## インゲ1世との関係
アーヌンドについては、インゲ1世と同一人物だとする説がある。根拠としては、いくつかの文献でインゲが熱心なキリスト教徒であったという記述があること、ヘイヴォルとヘイズレク王のサガにインゲが同様にブロートの開催を拒否しヴェステルイェートランドへ亡命した物語があることがあげられる。